# Nagy-hideg-hegyi turistaház
A Nagy-hideg-hegyi turistaház turistaház a Börzsönyben, a Nagy-Hideg-hegy csúcsa alatt, 843 méteres tengerszint feletti magasságban. A Duna–Ipoly Nemzeti Park területén található, Perőcsény község közigazgatási területén. Az ország egyik legmagasabb fekvésű kőből épült menedékháza egész évben nyitva tartó szálláshellyel és étteremmel.

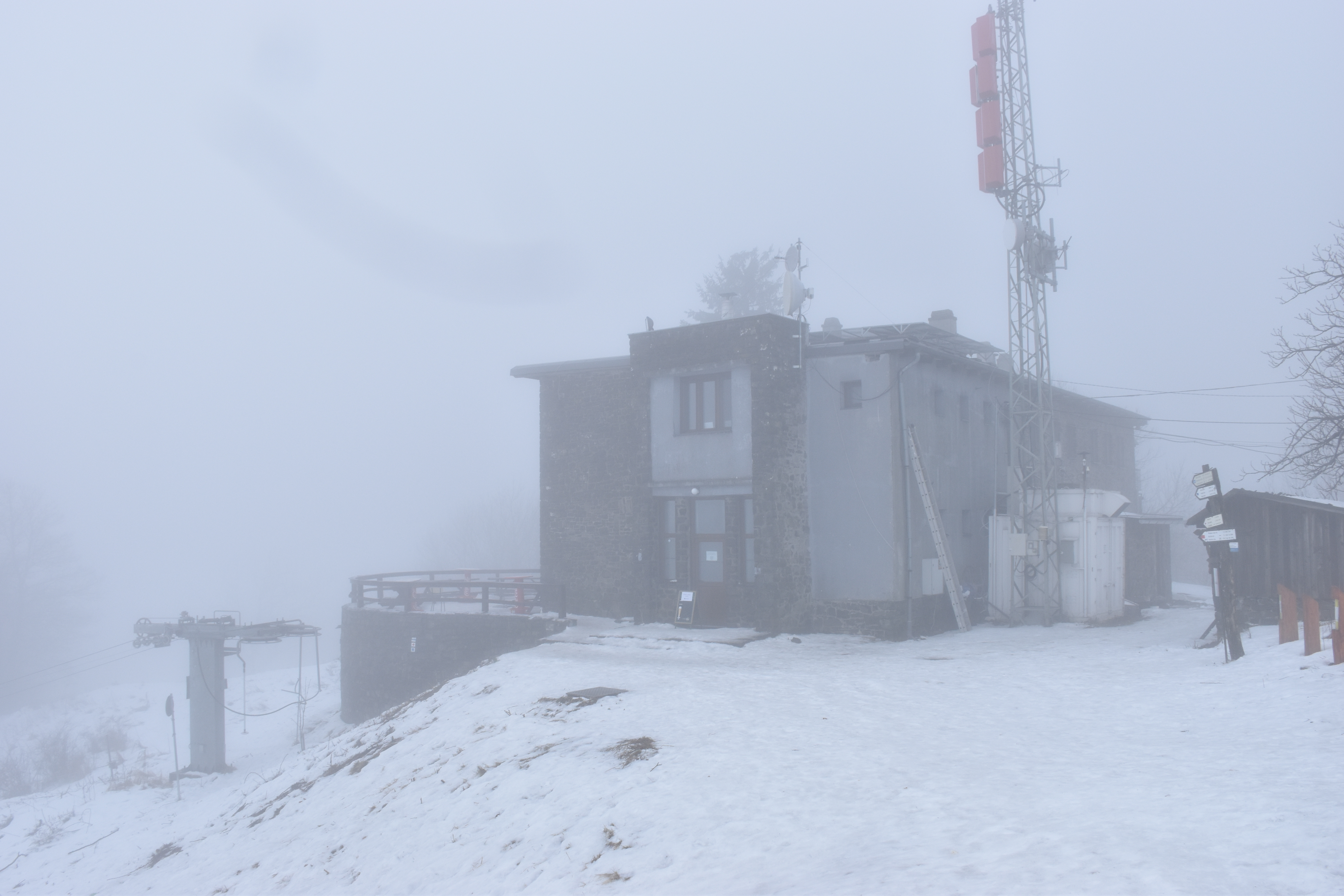
A Nagy-hideg-hegyi turistaház télen

## Történelem
A turistaházat a Turisták Inóci Társasága építette és Szalai Imre tervezte. Az alapkövet 1936 augusztusában tette le Szendy Károly, Budapest polgármestere dr. Zsitvay Tibor, a Magyar Turista Szövetség elnöke jelenlétében.

### Felújítás
2024. május 1-jétől felújítás miatt zárva volt, amit egy tűzeset is bonyolított, de 2025. márciusában étterme, majd júniusában szállás részlege is megnyílt.

## Étterem és szállás
A büfé hideg és meleg ételekkel, italokkal vár mindenkit:
- hétfő: 9:00-17:00
- kedd: 9:00-15:30
- szerda: 9:00-17:00
- csütörtök: 9:00-17:00
- péntek: 9:00-20:00
- szombat: 9:00-20:00
- vasárnap: 9:00-18:00.[8]

Szállás: A turistaház 9 emeleti szobájában 26 főt tud elszállásolni. 